# Argonautica
Gli Argonautica (Argonautiche) sono un poema epico in otto libri, opera del poeta epico di età flavia Gaio Valerio Flacco, ispirato all'omonimo poema di Apollonio Rodio già famoso presso i Romani nella versione di Publio Terenzio Varrone Atacino. L'opera di Valerio Flacco si inscrive perfettamente all'interno del clima culturale dell'età flavia, segnato dalla reazione classicistica alla letteratura epica di età neroniana, e dunque dall'abbandono del modello di Lucano e dalla ripresa delle tematiche mitiche di stampo virgiliano.
Il mutato gusto letterario, di cui gli Argonautica sono espressione, si spiega con il carattere cortigiano delle opere letterarie, che, com'era avvenuto in età alessandrina per la letteratura greca, non di rado contengono elogi rivolti ai principi. Attraverso la narrazione di racconti mitici, peraltro, gli autori possono anche evitare di affrontare tematiche storiche, quali l'affermazione del sistema imperiale su quello repubblicano, che costituiva invece il nucleo dell'opera di Lucano.

## Trama

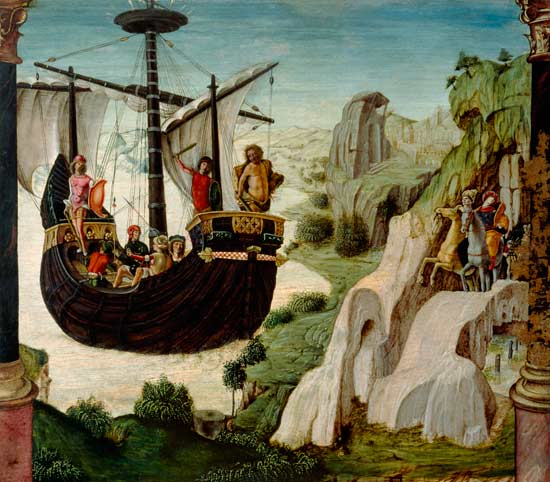
Lorenzo Costa, La partenza degli Argonauti

Come nell'opera di Apollonio Rodio, il poema ricalca il viaggio dell'eroe Giasone e dei suoi compagni Argonauti dalla Grecia, alla ricerca del Vello d'oro verso la Colchide.
Giasone viene mandato lì dal crudele zio Pelia che spera muoia affinché il nipote non possa spodestarlo dal trono, che è di Giasone per diritto. Dopo aver approdato presso l'isola di Lemno, famosa perché presieduta soltanto da donne guerriere (le amazzoni), Giasone riprende il viaggio con i compagni e giunge nella terra dell'indovino cieco Fineo, perseguitato dalle Arpie, che gli impediscono di mangiare a seguito di una punizione divina. Giasone lo libera, e prosegue il viaggio nella terra del tiranno Amico, che sconfiggerà grazie ad una gara di pugilato con i campioni Castore e Polluce, che lo uccidono.
Giunti nella terra della Colchide, governata da Eete, Giasone scopre che deve affrontare dure prove per poter accedere al bosco sacro dove è conservato il Vello d'Oro. Visto che le sfide sono quasi impossibili da vincere, la principessa Medea, che è una maga, perdutamente innamorata del giovane eroe grazie all'intervento della dea Giunone, fa in modo che Giasone vinca tutte le prove. Con le sue magie fa sconfiggere a Giasone tutti i mostri, e addormenta il drago sputa fuoco che è posto a custodia del Vello. Dopo che però Giasone e Medea rubano il vello, sono costretti a scappare, perché il re Eete vuole uccidere entrambi, intendendo vendicarsi dell'offesa che i due hanno recato al dio Marte, depositario del vello. Medea riesce a salvare tutta la flotta degli Argonauti grazie ad un crudele espediente: uccidere il fratellino Apsirto che è fuggito con il gruppo, e tranciarne i pezzi del corpo, gettandoli man mano nel mare, di modo che Eete sia costretto a fermarsi ogni volta per raccogliere i brandelli della cadavere per rendere al ragazzo una degna sepoltura.
In sostanza Medea, Giasone e gli Argonauti si salvano con il Vello, ma nuove sciagure minacciano la flotta.
Qui s'interrompe bruscamente il racconto del poema.

## Cronologia e pubblicazione dell'opera
Il proemio, dedicato a Vespasiano, lascerebbe intendere che la pubblicazione dell'opera sia anteriore al 79, anno della morte dello stesso Vespasiano, e successiva al 70, anno della conquista di Gerusalemme da parte di Tito, cui si fa riferimento. Tuttavia, non si può affermare con certezza che l'opera non sia stata composta dopo la morte di Vespasiano, sotto l'impero di uno dei due figli, Tito e Domiziano, con l'intento di celebrare l'imperatore defunto, fondatore della dinastia dei Flavi nonché nume tutelare di Valerio Flacco. Peraltro, il riferimento ai versi con cui Domiziano celebra le imprese del padre e del fratello in Palestina sembrerebbe suggerire che Flacco abbia lavorato all'opera fino alla fine della sua vita, e che essa sia dunque stata pubblicata, forse postuma, sotto lo stesso Domiziano.
L'opera sembra incompiuta, ma non è noto se la condizione in cui ci è giunta sia dovuta a un guasto della tradizione manoscritta o alla morte improvvisa dell'autore. Avvalora la prima ipotesi il confronto con il modello di Apollonio Rodio, in cui il racconto del ritorno degli Argonauti occupa il IV libro: si è dunque pensato che l'intento di Valerio Flacco fosse quello di raddoppiare il numero di libri del modello. Tuttavia, la presenza di numerose incongruenze all'interno dell'opera lascia pensare che essa sia rimasta incompleta e priva della revisione finale che l'autore avrebbe voluto darle.

## I modelli

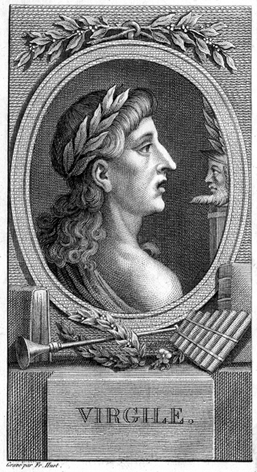
Virgilio, (stampa da Des Fontaines (trad.), Oeuvres de Virgile, vol. I, Parigi, Billois, 1802) fu tra i principali modelli dell'opera di Valerio Flacco.

Se il modello principale di Valerio Flacco nella narrazione del mito argonautico, peraltro antichissimo e notissimo, fu di certo l'opera di Apollonio Rodio, ripresa in ambito latino da Varrone Atacino nel I secolo a.C., egli poté giovarsi, in particolare per la costruzione e l'analisi psicologica del personaggio di Medea, della tragedia di Euripide, che aveva a sua volta ispirato, a Roma, le opere di Ovidio, Seneca e Lucano.
Se la narrazione di Flacco segue quella apolloniana - cui egli, peraltro, apporta modifiche marginali e aggiunge il racconto del suicidio dei genitori di Giasone e della guerra combattuta dal re della Colchide, Eeta, con il fratello Perse - è tuttavia evidente, nella struttura e nello stile, l'influsso dell'Eneide di Virgilio: come nell'Eneide la prima esade è dedicata al racconto del viaggio di Enea verso Roma, e la seconda alla guerra contro Turno, così anche gli Argonautica sono nettamente divisi tra una prima parte, in cui si parla del viaggio degli Argonauti fino alla Colchide, e la seconda, incentrata sulle vicende belliche e sul superamento della prova imposta da Eeta a Giasone. A partire da questi dati, alcuni hanno pensato che l'opera dovesse originariamente constare, secondo il progetto dell'autore, di dodici libri. Dall'opera di Flacco, peraltro, risultano completamente assenti gli elementi del gusto alessandrino caratteristici di Apollonio, quali l'erudizione geografica ed etnografica e le digressioni eziologiche.
In linea con la politica culturale dei Flavi, l'opera di Valerio Flacco si allontana dalla caratteristica dell'epica lucanea, per tornare a contenuti di argomento mitico e al modello virgiliano: come Virgilio rispetto ad Enea, dunque, Flacco si preoccupa di attribuire un significato straordinario all'impresa di Giasone, e celebra la costruzione di Argo e il viaggio degli Argonauti come l'inizio della navigazione. Le gesta degli eroi greci sono inoltre affiancate alla spedizione di Claudio in Britannia, cui aveva partecipato lo stesso Vespasiano, che ha avuto come frutto la conquista di nuove terre al dominio romano e l'apertura di una nuova rotta nell'Oceano. Nel I libro, inoltre, per bocca di Giove, Valerio Flacco inserisce un riferimento alla gloria e alla grandezza futura di Roma: parlando dell'impresa argonautica come del momento in cui i Greci assumono il ruolo di popolo guida nei confronti di tutta l'umanità, egli non manca di profetizzare il successivo avvento del popolo romano, che avrà in sorte di dominare il mondo intero.
Rispetto all'originale di Apollonio Rodio, inoltre, Valerio Flacco tende a enfatizzare l'importanza dell'intervento divino, che svolge un ruolo determinante tanto in occasione dell'innamoramento di Medea per Giasone quanto nello svolgimento delle vicende militari. Gli Argonautica, infine, rispetto al modello greco, vedono la presenza particolarmente accentuata di espedienti retorici, come avviene quando, in occasione dell'addio di Eracle alla spedizione, nel III libro, gli Argonauti pronunciano discorsi contrapposti sull'opportunità di continuare o meno l'impresa anche senza il più forte degli eroi.

## Lo stile

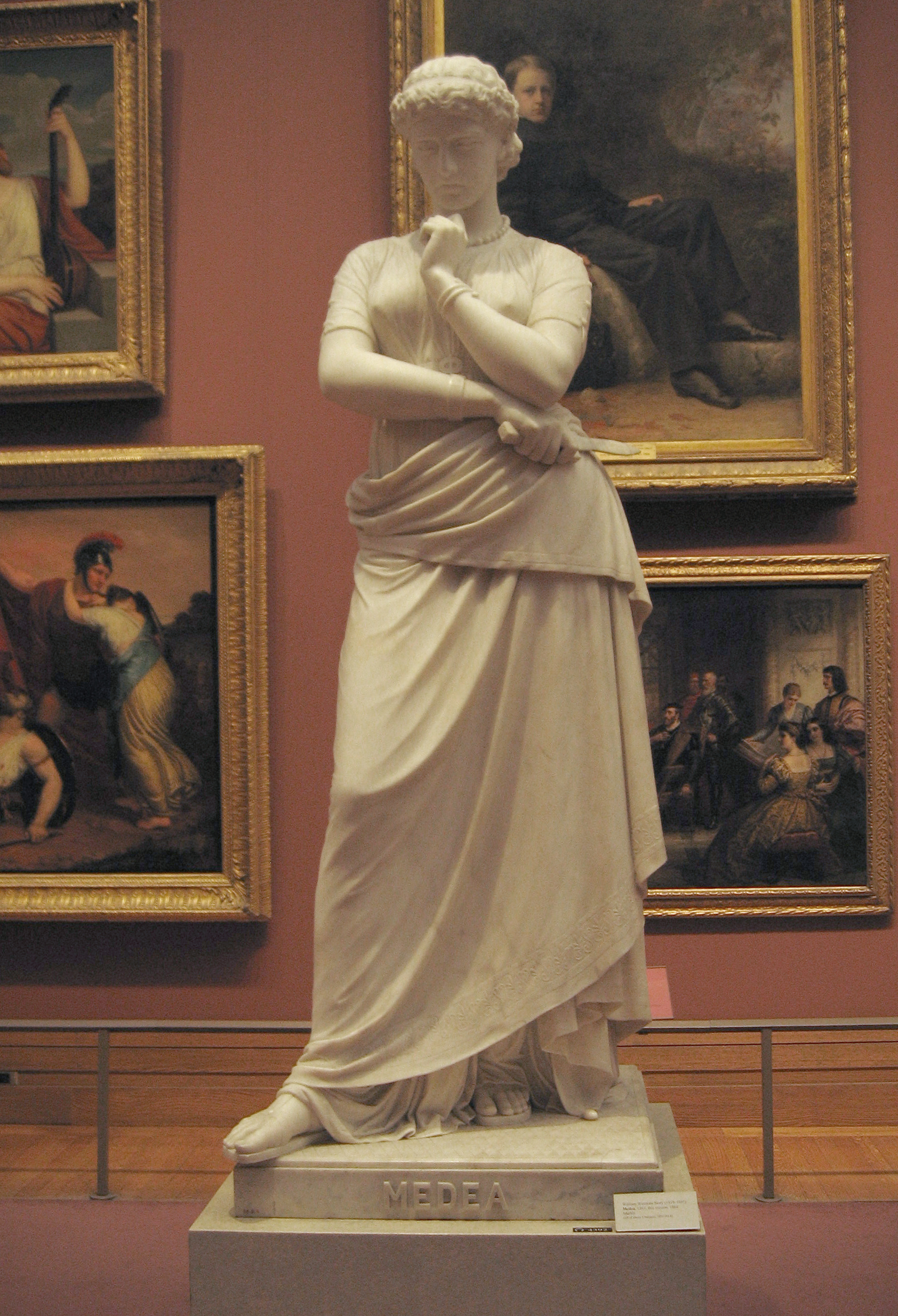
Medea di William Wetmore Story - 1868 (Met)

Lo stile degli Argonautica risente della tendenza neoclassica d'età flavia, e quindi prevede la ripresa del modello virgiliano - di cui Valerio Flacco impiega, talvolta, intere iuncturae - e l'accantonamento degli elementi enfatici propri dello stile lucaneo, nonché delle tragedie di Seneca. L'intento di Valerio Flacco, dunque, è quello di ricercare la compostezza del dettato; tuttavia, nonostante il programmatico rifiuto dell'epos d'età neroniana, di esso egli riprende, con fini di variatio, lo stile oscuro, complesso e artificioso, talvolta cupo ed esasperato, che, secondo il giudizio di Michael von Albrecht, costituisce il diretto antecedente dello stile di Tacito.